# BLAST (Teleskop)

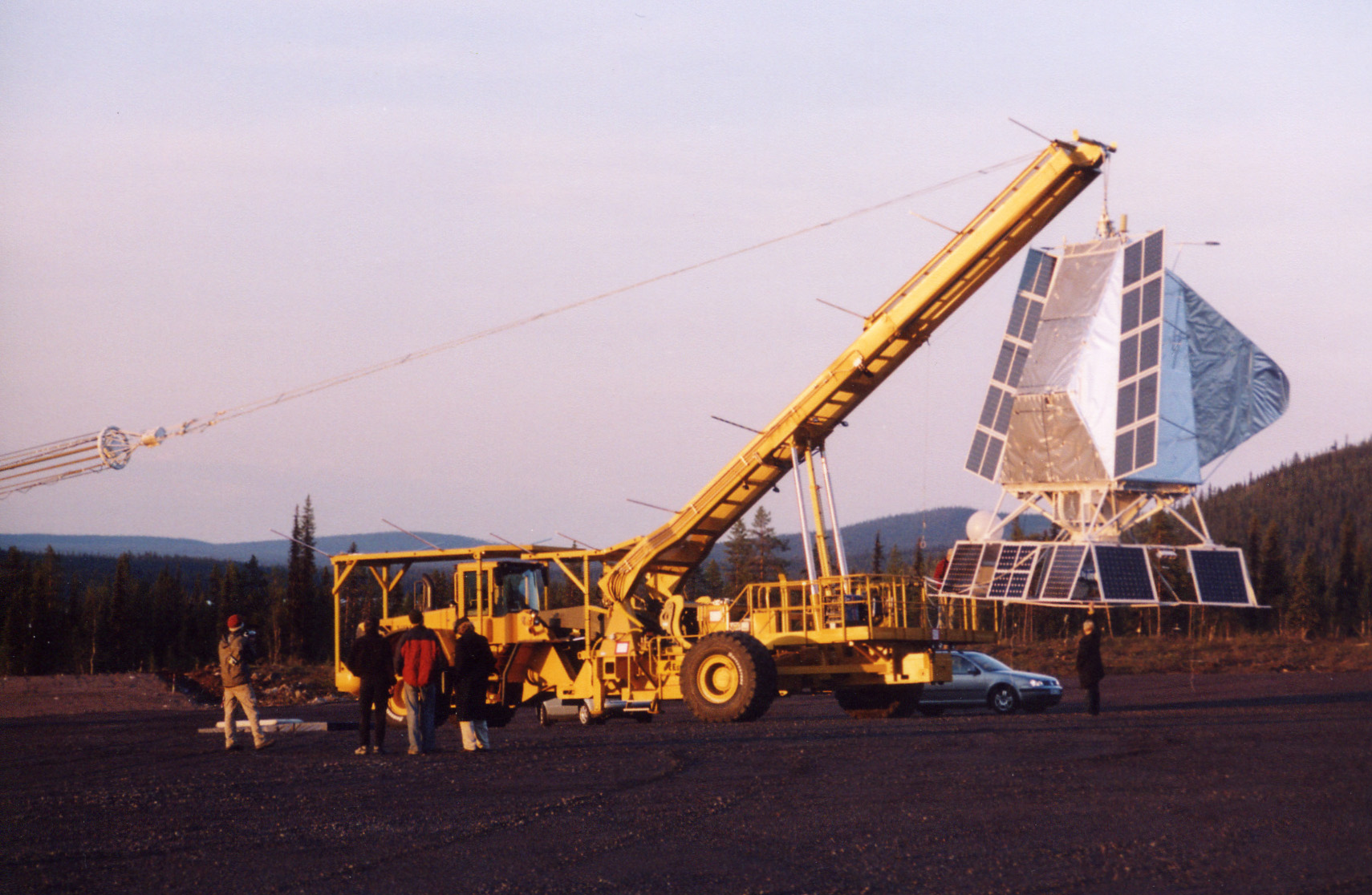
BLAST, noch am Startfahrzeug hängend, in Esrange nahe Kiruna, Schweden Juni 2005

Das Balloon-borne Large Aperture Submillimeter Telescope (BLAST) ist ein Spiegelteleskop für Infrarotastronomie, das von einem Statosphärenballon getragen wird. Es entstand in einer Kooperation von mehreren Forschungseinrichtungen, der University of Toronto, der Brown University, der University of Miami, der University of British Columbia, des JPL, des INAOE, und der Cardiff University, geführt von der University of Pennsylvania.

## Funktionen und Ziele
Das Teleskop besteht aus einem Cassegrain-Teleskop mit einem 2 m durchmessenden Primärspiegel, das die Strahlung auf ein Bolometer-Feld fokussiert. Dieses wertet die Wellenlängen von 250 µm, 350 µm, and 500 µm aus. Es handelt sich dabei um das Bolometer, das für das Herschel Space Observatory entwickelt und für den vierten Flug von BLAST um eine Polarisationsmessmöglichkeit erweitert wurde. Die für Beobachtungen in diesem Wellenlängenbereich erforderliche Überwindung des atmosphärischen Fensters durch eine Flughöhe von rund 38 km wurde für das 2 Tonnen schwere System dabei mit einem 1.120.000 m³ fassenden Ballon erreicht.
Die primären wissenschaftlichen Ziele von BLAST sind:
- Messung der photometrischen Rotverschiebung, Leuchtkraft im fernen Infrarot und Sternentstehungsrate von stark-rotverschobenen Starburstgalaxie, wodurch die möglich Entstehungsgeschichte solcher Galaxien eingeengt werden soll.
- Beobachtung von prästellaren Kernen.
- Hochauflösende Kartierung kalter interstellarer Materie über einen großen galaktischen Breitenbereich.

Diese Ziele wurden in drei darauf ausgerichteten Flügen mit einer Gesamtflugzeit von über 600 Stunden vollständig erreicht.
Ein Dokumentarfilm über dieses Projekt wurde von Paul Devlin erstellt, Filmproduzent und Bruder des Principal Investigator Mark Devlin.

## Flüge
1. Der erste Flug von BLAST diente ausschließlich der technischen Erprobung. Der Start erfolgte am 28. September 2003 um 15:10 UTC von der Columbia Scientific Balloon Facility in Fort Sumner, New Mexico. Die Landung erfolge 26 Stunden später in der Nähe von Newcomb, New Mexico.[3]
2. Ab dem zweiten Flug von BLAST wurden wissenschaftliche Ziele verfolgt. Er begann am 12. Juni 2005 um 1:10 UTC in Esrange im Norden Schwedens und endete um am 16. Juni 2005 um 6:15 UTC auf der Victoria-Insel in den Nordwest-Territorien, Kanada. Bei der Landung wurde der Primärspiegel irreparabel beschädigt.[4]
3. Der dritte Flug wurde wieder mit dem Aluminium-Primärspiegel mit 1,8 m Durchmesser aus der Erprobungsphase durchgeführt und startete am 21. Dezember 2006 um 1:54 UTC am von der McMurdo-Station auf dem antarktischen Kontinent und endete am 2. Januar 2007 um 1:05 UTC 756 km südwestlich von McMurdo. Nach der Landung löste sich der Fallschirm sich nicht wie vorgesehen von der Gondel, so dass diese durch den starken Polarwind 200 km weit geschleift wurde. Wenngleich das Teleskop dabei größtenteils zerstört wurde, konnten die Festplatten mit den wissenschaftlichen Aufzeichnungen geborgen werden.[5][6]
4. Mit der Erweiterung zur Polarisationmessung erstreckte sich der nachfolgende Flug vom 27. Dezember 2010 bis zum 5. Januar 2011 wiederum über Antarktika, vom Flugplatz Williams Field der McMurdo-Station in einer annähernd geschlossenen Kreisbahn um den Südpol zum Ross-Schelfeis.[7]

## BLAST-TNG
Der Erstflug der Nachfolge-Generation des Teleskops erfolgte im Januar 2020, mit einem 2,5 m durchmessenden Primärspiegel aus kohlenstofffaserverstärktem Kunststoff und einer größeren Matrix aus rund 3000 microwave kinetic inductance detector als Strahlungempfänger. Aufgrund eines mechanischen Defekts, der einige Stunden nach dem Start auftrat, wurde der Flug dann abgebrochen.